# Hulok zachodni
Hulok zachodni, gibon hulok, hulok (Hoolock hoolock) – gatunek ssaka naczelnego z rodziny gibbonowatych (Hylobatidae). 

## Zasięg występowania
Hulok zachodni występuje w południowej Azji zamieszkując w zależności od podgatunku:
- H. hoolock hoolock – Bangladesz i północno-wschodnie Indie (Asam, Arunachal Pradesh, Nagaland, Meghalaya, Manipur, Mizoram i Tripura) między rzekami Brahmaputra i Saluin oraz na południe od rzeki Brahmaputra i na wschód od rzeki Dibang, z zasięgiem rozciągającym się do północno-zachodniej Mjanmy, na zachód od rzeki Czinduin.
- H. hoolock mishmiensis – między rzekami Lohit i Dibang w stanie Asam i Arunachal Pradesh w północno-wschodnich Indiach. Istnieją również doniesienia o odizolowanej populacji na północy, w Medog Nature Reserve w południowo-wschodnim Tybetańskim Regionie Autonomicznym, za granicą z Arunachal Pradesh, ale ich tożsamość nie została jeszcze ustalona.

## Taksonomia
Gatunek po raz pierwszy naukowo opisał w 1834 roku amerykański zoolog i paleontolog Richard Harlan nadając mu nazwę Simia hoolock. Holotyp pochodził z Garo Paharijan, w stanie Asam, w Indiach. 
Badania genetyczne w 1983 roku uznały huloki za odrębny podrodzaj pod nazwą Bunopithecus (z gatunkiem typowym z plejstocenu z Yanjinggou w Syczuanie w Chińskiej Republice Ludowej) w obrębie rodzaju Hylobates, natomiast w późniejszym przeglądzie taksonomicznym z 2004 roku podrodzaj został podniesiony do rangi odrębnego rodzaju. W 2005 roku nazwa Bunopithecus okazała się niedostępna i utworzono nową nazwę rodzajową Hoolock. To samo badanie wykazało również, że takson leuconedys, dawniej podgatunek H. hoolock ze wschodniej części  rozmieszczenia, jest odrębnym gatunkiem. Autorzy Illustrated Checklist of the Mammals of the World rozpoznają dwa podgatunki.

### Etymologia
- Hoolock: nazwa হলৌ holou oznaczająca w języku asamskim lub pokrewnych huloka zachodniego, być może w aluzji do jego odgłosów[14].
- mishmiensis: Miśmi Paharijan, Arunachal Pradesh, Indie[15].

## Morfologia
Osiąga około 81 cm długości ciała oraz masę ciała: samic 6,1 kg i samców 6,9 kg. Nie posiada worka gardzielowego. Posiada gęste futro, z długą sierścią. Ubarwienie zmienia się w ciągu życia, młode osobniki są szare, później ciemnieją i jako dorosłe samce są prawie czarne z jasną przepaską na czole, natomiast samice są złotobrązowe. 

## Ekologia
Hulok żyje w małych rodzinach, składających się zwykle z 7 osobników. Żywi się owocami. 

## Status zagrożenia i ochrona
Gatunek jest zagrożony wyginięciem i podobnie jak wszystkie gibonowate jest objęty konwencją CITES (Załącznik I).